# سیارک ۱۲۰۵۰
سیارک ۱۲۰۵۰ (به انگلیسی: 12050 Humecronyn، نامگذاری:1997HE14) دوازده هزار و پنجاهمین سیارک کشف شده‌است که در ۲۷ آوریل ۱۹۹۷ کشف شد.
قدر مطلق سیارک برابر ۳۲.۳ است.